# Мумий Тролль
«Му́мий Тролль» (до 1989 года — Му́ми Тролль) — советская и российская рок-группа из Владивостока. Основана в 1983 году во Владивостоке её бессменным лидером и идеологом Ильёй Лагутенко. Группа представляла Россию на конкурсе песни «Евровидение — 2001», где заняла 12-е место.

## История группы

### Предыстория
Свою первую группу «Boney P» (названа в честь Boney M и ABBA) Илья Лагутенко основал в 1981 году. Группа играла «психоделический панк», в состав её входили одноклассники и друзья Лагутенко: Кирилл Бабий (клавишные), Павел Бабий (ударные), Игорь «Куля» Кульков (гитара), Андрей Барабаш (бас-гитара).
В 1982 году Илья Лагутенко знакомится с Леонидом Бурлаковым, который придумывает группе новое название — «ШОК». Леонид приносит первые тексты на русском языке («Ты — Крест» и «Цепи»), и группа полностью переходит на русскоязычное творчество. Бурлаков приводит своего одноклассника Владимира Луценко (гитара, позднее бас) и друга Альберта Краснова (гитара). После ухода нескольких участников Бурлаков оставляет бас и садится за картонные барабаны. Группа записала 40-минутный альбом, часть песен из которого в перезаписанном виде попала в первый магнитоальбом группы (запись сохранилась и права на неё принадлежат Илье Лагутенко).

### Ранние годы (1983—1990)
Официальной датой рождения группы «Мумий Тролль» является 16 октября 1983 года, хотя в тот момент группа носила несколько иное название — «Муми Тролль» в честь Муми-тролля.
Студийная работа над дебютной пластинкой группы «Муми Тролль» началась в конце 1983 года. Дебютный альбом получил название Новая луна апреля, одноимённая песня с которого стала большим хитом на модных дискотеках Владивостока. Эта же песня сыграла с группой злую шутку. На апрель приходилось очередное заседание ЦК КПСС, а припев песни звучит следующим образом:
«Новая луна апреля

осветила небосвод,

но мы ей уже не верим,

нам она ничего не несёт»
В условиях жёсткой советской цензуры это позволило признать группу «Муми Тролль» на собрании студентов Дальневосточного университета самой социально опасной (наряду с «Black Sabbath»).
Группа входит в состав Владивостокского рок-клуба и вместе с группой «Хоп-Н-Хоп 121 этаж» дебютирует на фестивале политической песни во Владивостоке. Выступление подвергается критике за «несоответствие идеям фестиваля». Чуть позже ушедшего в армию басиста Владимира Луценко сменяет Олег Пономарёв, и в таком составе коллектив записывает магнитоальбом «Сайонара». Однако запись так и не была выпущена по причине её низкого качества, позже большинство песен из неё были перезаписаны для двойного сборника «Шамора».
27 июня 1987 года состоялся концерт группы на сцене владивостокского кинотеатра «Вымпел». Вскоре после этого лидер коллектива Илья Лагутенко был призван в ряды Советской Армии на Тихоокеанский Флот. По данной причине вплоть до 1990 года группа приостанавливает свою активную деятельность. Тем не менее, во время побывок Лагутенко были сняты клипы на песни «Новая Луна апреля» и «Кассетный мальчик» с первого магнитоальбома.
В 1990 году была организована студия «Декада», на которой весной-летом записывается альбом Делай Ю-Ю. Кроме Лагутенко, Краснова и Луценко в процессе также участвовали Олег Пономарев, Юрий Логачев и мультиинструменталист «Туманного Стона» и «Третьей Стражи» Евгений «Сдвиг» Звиденный, сыгравший в нескольких композициях на бас-гитаре, гитаре и аккордеоне. Тем не менее, несмотря на наличие в альбоме некоторых будущих хитов, материал не возымел спроса и вскоре после выхода альбома группа «Мумий Тролль» распалась и не проявляла активности на музыкальном поприще в течение шести лет.

### 1997—2000
С 1991 по 1996 год лидер группы Илья Лагутенко работал коммерческим советником в Китае и Лондоне, но в мае 1996 года решил вернуться к музыке и договорился о начале записи альбома Морская. Демозапись происходила в Лондоне и впоследствии была предложена российским студиям «Полиграм» и «Союз», которые отказались от сотрудничества, так как предложенный материал показался их руководству «неформатным». Реакция была закономерной: музыка группы «Мумий Тролль» по тем временам не соответствовала массовым понятиям о поп- и рок-музыке. В категорию поп-музыка материал не вписывался ввиду нестандартного для постсоветского пространства музыкального жанра. К рок-музыке группу сложно было отнести из-за отсутствия в лирике социальных тем и темы «русской души», также в ней отсутствовал традиционный надрыв и апелляции к фолк-традициям, что являлось стандартным набором самых популярных рок-групп того времени. Тогда Илья Лагутенко назвал стиль Мумий Тролля «рокапопс» — для того, чтобы прекратить постоянные и бессмысленные дискуссии журналистов о разнице между поп- и рок-музыкой, и тем самым положил начало новому музыкальному стилю.
Тем не менее, спустя какое-то время, группа «Мумий Тролль» получила в России хорошую медийную поддержку. Глава студии «Rec Records» Александр Шульгин наконец разглядел в Морской коммерческий потенциал, в результате чего было достигнуто соглашение о релизе дебютного альбома группы на 24 апреля 1997 года. Успех пластинки определил не только сам музыкальный материал, но и талантливые и нестандартные клипы «Утекай» и «Кот кота», снятые режиссёром Михаилом Хлебородовым и оператором Владиславом Опельянцем.
Альбом Морская попал в первую десятку по продажам, радио- и телеэфир пустил в тяжёлую ротацию песни «Утекай», «Девочка», «Кот Кота», «Владивосток 2000», «Скорость»; получили второе рождение композиции с ранних альбомов Новая луна апреля и Делай Ю Ю, добавленные к альбому в качестве бонуса — «Новая луна апреля» и «Делай меня точно». Дебютный успех закрепился удачным концертным туром, во время которого сформировался состав группы «Мумий Тролль» (Илья Лагутенко — вокал, гитара, Юрий Цалер — гитары, Евгений «Сдвиг» Звидённый — бас, Олег Пунгин — ударные, Олеся Ляшенко — бэк-вокал, Денис Транский — клавишные, саксофон).
21 ноября 1997 года был издан второй альбом группы «Мумий Тролль» Икра, записанный в августе в Лондоне со звукорежиссёром Крисом Бэнди. Презентация альбома прошла на радио «Максимум». Альбом Икра содержал очень сильный материал, что позволило группе повторить коммерческий успех альбома Морская. Спустя 12 лет альбом «Икра» признан главным альбомом десятилетия, оказавшим самое большое влияние на следующее поколение музыкантов (журнал «Афиша»).
В 1998 году в России появился телеканал MTV, открывший своё вещание клипом «Владивосток 2000». Песня «Дельфины» стала одним из главных хитов 1998 года. Клип на данную песню, снятый режиссёром Михаилом Хлебородовым и оператором Владиславом Опельянцем, получил приз за лучший фотокадр. На премии журнала «FUZZ» 1998 года группа стала рекордсменом по количеству собранных наград. В новогоднюю ночь на российском MTV впервые был показан клип «Ранетка» рижского режиссёра Виктора Вилкса. Спустя несколько недель «Ранетка» достигла первого места в топ-20 MTV и попала в горячую ротацию множества радиостанций.
5 августа 1998 года вышел двойной альбом «Ша́мора». Собранные в этих двух альбомах песни удачнее всего отражали будни Мумий Тролля в период с 1983 по 1990 год. «Шамора» — коллекционное издание перезаписанных раритетов, большинство из которых были ранее запечатлены на магнитоальбомах «Новая луна апреля» 1985 года, «Делай Ю-Ю» 1990 года, демозаписях «Сайонара» 1986—1987 гг. или исполнялись на концертах.
После выхода альбомов «Морская» и «Икра» группа отправилась в первый гастрольный тур «Так надо», который завершился в декабре 1998 года аншлаговыми концертами в ДК Горбунова. Тур длился почти полтора года. За это время у группы состоялось порядка 150 выступлений в 100 городах. Выступление в ДК Горбунова было объявлено «последним концертом тысячелетия». Вследствие российского экономического кризиса 1998 года выпускающая компания «Rec Records» становится банкротом, и группа получает свободу от долгосрочных обязательств. Таким образом, управление полностью переходит в руки участников группы.
Зимой в Лондоне Илья Лагутенко продюсирует дебютный альбом Земфиры Рамазановой, весной активизирует свою деятельность «Утекай Звукозапись», где были выпущены видеокассеты «На концертах Мумий Тролля» (live в ДК Горбунова) и компакт-диски «Сборники совершенно иной музыки У1 и У2», куда вошли песни «Шамора» и «Три раза», исполненная Ильёй Лагутенко с рижскими рэперами из группы «Факт». Летом в столице «Мумий Тролль» играет в рамках праздника «Московского комсомольца» на открытой площадке «Мегахауса» в Лужниках. Осенью группа отправляется в Японию, в тур совместно с группой «Rose of Rose». Тур был поддержан ведущим японским государственным телеканалом NHK.
8 ноября состоялся выход первого сингла «Невеста?», а в новогоднюю ночь с 1999 на 2000 год — второго сингла «Карнавала.нет». Появление синглов было поддержано видеоклипами, причём клип «Невеста?», снятый Виктором Вилксом, в течение нескольких недель после премьеры возглавлял российский топ-10 на МТV. Этот клип был представлен на экспозиции в Музее современного искусства в Гётеборге.
В канун Нового года группа снялась в нескольких рождественских программах, исполнив «С Новым годом, крошка!» (в фильме Леонида Парфёнова «300 лет Новому году»), новый хит «Невеста?» (ТВ-6) и эпатажную кавер-версию шлягера Аллы Пугачевой «Миллион алых роз».
В конце 1999 года Радио «Максимум» и рубрика для модной молодёжи «Мегахауз» газеты «Московский Комсомолец» подвели музыкальные итоги уходящего века.
Премьера клипа «Карнавала.нет» с третьего альбома «Точно ртуть Алоэ» была запланирована на новогоднюю ночь 1 января 2000 года на телеканале ОРТ. Однако 31 декабря 1999 года Генеральный директор канала ОРТ Константин Эрнст отменил премьеру, объяснив музыкантам, что «есть сообщение поважнее» — в этот день Президент Российской Федерации Борис Ельцин объявил о своей отставке и назначил преемником Владимира Путина.
Позднее клип был выпущен 16 января 2000 года.
5 февраля 2000 года на Real Records вышел третий студийный альбом группы «Точно ртуть алоэ». Альбом записывался в студии Питера Гэбриэла Real World. Альбом содержит четыре хита, каждый из которых имеет оригинальную художественную видеоверсию: «Карнавала.нет», «Моя певица», «Невеста?» и «Без обмана». Альбом был поддержан Ртуть Алоэ Туром.
25 ноября 2000 года состоялся «Необыкновенный концерт Мумий Тролля в Гостином Дворе».

### 2001
В 2001 году группа представляла Россию на конкурсе песни Евровидение с песней «Lady Alpine Blue», где заняла 12 место. После Евровидения группа отправилась в тур по Дании и Германии. В 2002 сингл «Lucky Bride?» выходит в Дании и Скандинавии, а группа совершает своё самое яркое северное путешествие — в Гренландию.
«Мумий Тролль» были первой российской группой, которая поддержала организацию PSI в 2001 в борьбе со СПИДом в России.

### 2002
Альбом «Меамуры» был выпущен 1 сентября 2002 года в двух цветовых вариантах — белом и розовом. Презентация альбома прошла в СК «Лужники» при поддержке японской группы DASAIN.

### 2003—2004
В 2003 году вышел художественный фильм и одноимённый альбом группы «Похитители книг».
В 2004 был записан саундтрек к полнометражному мультипликационному фильму «Незнайка и Баррабасс».

### 2005
Шестой студийный альбом «Слияние и поглощение» появился в 2005 году. Название альбома было объявлено на международной бизнес-конференции в Гонконге. Запись альбома происходила в Риге, в Лондоне, Доминиканской Республике и Петербурге. Альбом был достаточно высоко оценен критикой и получил приз в номинации «Лучший альбом года» от журнала Fuzz. Дизайном альбома занималась студия Артемия Лебедева. Альбом был поддержан российским туром.

### 2007
В 2007 для фильма «Параграф 78» Лагутенко и Бретт Андерсон записали песню «Scorpio Rising», на которую был снят клип.
7 июля появился альбом «Амба» Вместе с альбомом появился новый клип на песню Ru.Da. Клип был снят в Голливуде американским режиссёром Antony Hoffman. На четвёртой ежегодной церемонии вручения музыкальных наград MTV Russia Music Awards 2007 группе был вручён специальный приз «Легенда MTV». Этот приз вручается группам и отдельным исполнителям, чьё творчество оказало решающее влияние на формирование и развитие музыкальной культуры в России.

### 2008
8 августа вышел альбом «8». Материал создавался в трёх городах — Москве, Евпатории и Лос-Анджелесе.
Группа исполнила песню «Мастера кунг-фу» к русскоязычной версии мультфильма «Кунг-фу Панда», к песне был снят клип. Лагутенко озвучил в мультфильме Мастера Обезьяну.

### 2009

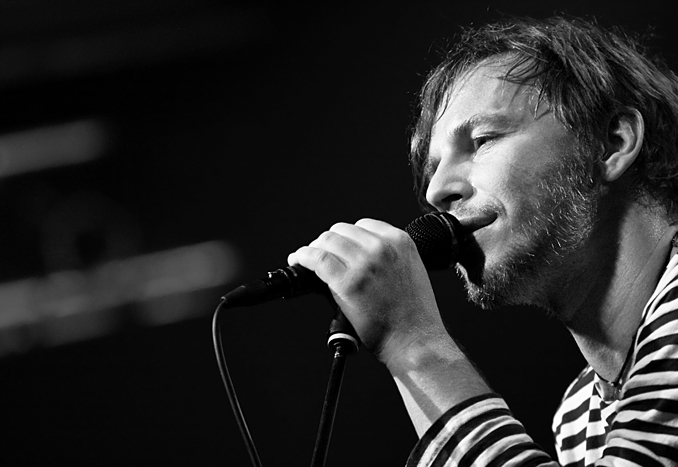
Илья Лагутенко в 2009 году

7 апреля 2009 вышел первый зарубежный официальный релиз группы. Альбом «Comrade Ambassador» был выпущен американской компанией Syndicate совместно с социальной сетью Ikra.tv. К появлению «Comrade Ambassador» был приурочен масштабный тур по городам Северной Америки (более 60 городов). В альбом вошли песни с двух последних альбомов группы — «Амба» и «8», а также русскоязычная версия классического хита «California Dreaming» («Калифорния снится»). Все песни альбома представлены на русском языке.

### 2010
В 2010 году группа выпустила альбом «Редкие земли» и отправилась в большой тур по Северной Америке, России и странам ближнего зарубежья. В конце осени группа приняла участие в организации и проведении в России «Тигриного саммита», а в декабре отыграла два концерта в Ледовом дворце и «Олимпийском». Летом 2010 группа осуществила военно-морской тур. В рамках Тура концерты группы прошли в городах — штаб-квартирах ВМФ России: Севастополе, Кронштадте, Владивостоке прямо на военных кораблях.
«Мумий Тролль» принял участие в американском фестивале SXSW в Техасе и в мексиканских Сервантино и Сакатекасе. Песня «Медведица» была исполнена в прямом эфире программы Крейга Фергюсона на CBS. Группой были выпущены два сингла на английском «Paradise Ahead» и «Polar Bear».
В ноябре 2010 года группа выступала в Михайловском театре Санкт-Петербурга в рамках «Тигриного саммита».

### 2011
В 2011 году группа продолжала гастролировать по России, в частности, тур продолжается и дошёл до Магадана и Камчатки. Группа выступает в кратере действующего вулкана Горелый на Камчатке.
В 2011 году «Мумий Тролль» и журнал «Афиша» реализовали проект «Делай меня точно». Молодые группы записывали собственные версии хитов «Мумий Тролля» разных лет и снимали на них клипы. В результате вышло CD-издание.
1 сентября 2011 года был проведён проект «МузПерелёт»: в 11 часов владивостокского времени «Мумий Тролль» выступал на центральной площади Владивостока, ровно в полдень стартовал с концертной площадки в аэропорт, чтобы вечером 1 сентября оказаться в Калининграде и в 22 часа по калининградскому времени дать концерт на сцене возле калининградского Дома советов. Рекорд в категории «концерт музыкальной группы, проведённый в двух географически самых крайних (Запад-Восток) городах России в один календарный день» зарегистрирован в Книге рекордов России.
Осенью 2011 года вышла книга Ильи Лагутенко и владивостокского журналиста Василия Авченко «Владивосток 3000. Повесть о Тихоокеанской республике». Авторы определяют её жанр как «фантастическая киноповесть».

### 2012
В апреле 2012 года группа записала первый студийный англоязычный альбом «Vladivostok».
В сентябре 2012 года группа выпустила при поддержке Русского географического общества серию книг «ТигрИные истории» об амурском тигре, состоящую из трёх частей: «Стишата о тигрятах, Тигрице с Голубыми глазами и Добром Егере-Охотоведе», «Сказ о Тигре, Амбу стерегущем», «Тигры и мы. Как живут вместе российские дальневосточники и дальневосточные тигры». В создании книг участвовали сотрудники Приморского объединённого музея им В. К. Арсеньева и Лазовского заповедника.
В 2012—2013 годах группа запланировала совершить кругосветное плавание на паруснике «Седов».

### 2013

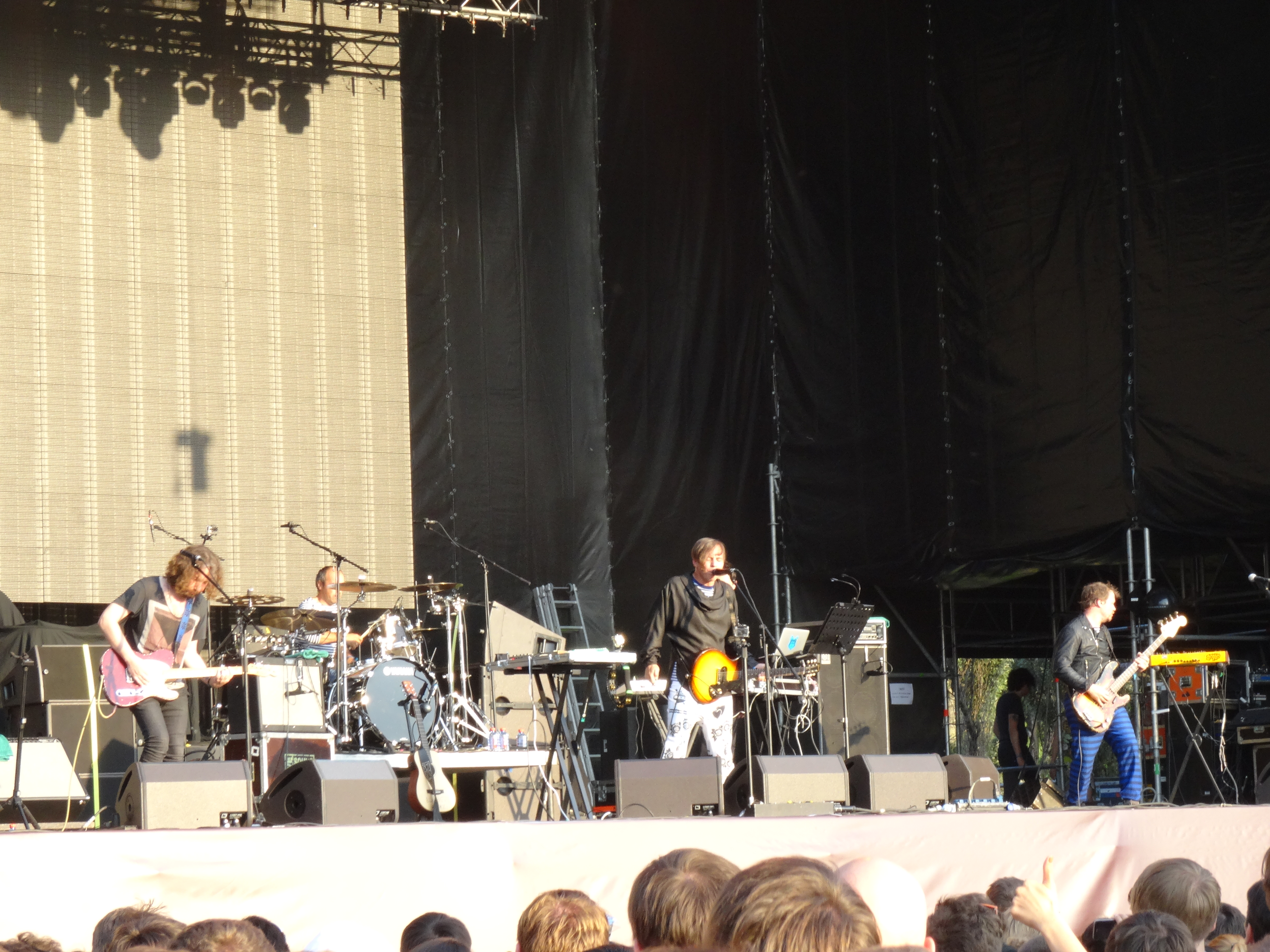
«Мумий Тролль» на фестивале Park Live в Москве на ВВЦ в июне 2013

В конце января 2013 группа прибыла во Владивосток, где проходили съёмки клипа на новую песню «Четвёртый троллейбус» (также просто «Троллейбус») с готовящегося альбома, релиз которого был запланирован на лето. Идея клипа возникла в 2012 году, когда город готовился к саммиту АТЭС. Перед началом съёмок клипа Лагутенко встретился с мэром города Игорем Пушкарёвым, поблагодарившего группу за популяризацию приморской столицы в России и мире и вручил Илье знак отличия «За заслуги перед Владивостоком I степени». Для съёмок клипа было перекрыто движение по Океанскому проспекту от центральной площади до мэрии, по которому и двинулись все люди, принявшие участие в съёмках, также в них приняли участие городские троллейбусы. 29 марта состоялась премьера «Четвёртого троллейбуса» в Чартовой дюжине, премьера клипа состоялась 15 апреля 2013.
14 мая 2013 группа выпустила сингл «Акулы или Паука», 20 мая вышел клип на эту песню.
4 июля появилось интервью Лагутенко «Российской газете», где он заявил, что во Владивостоке с 23 по 25 августа пройдёт первый фестиваль V-Rox, на котором и будет презентован новый альбом. Рабочее название свежей пластинки — «Брат-3», всего в ней будет 10 песен. 8 июля состоялась премьера новой песни «SOS матросу» и клипа на неё. 17 июля 2013 года группа выступила на закрытии XXVII Всемирной летней Универсиады в Казани с новой песней «Малёк».
8 августа было утверждено название нового альбома — «SOS матросу», как и у вышедшего летом сингла.
16 августа вышел сингл «Брат Три». Клипом на песню стала видеоинсталляция под названием «ЗВЕРЬ» современной китайской художницы Лу Ян.
20 августа на сервисе «Яндекс. Музыка» вышел 10-й студийный русскоязычный альбом «SOS Матросу».
В конце октября во время осеннего гастрольного тура группу покинул гитарист Юрий Цалер. С осени постоянным гитаристом в группе стал Артём Крицин, до этого игравший в группе «Пилар».
В декабре 2013 года появилась информация о том, что «Мумий Тролль» в конце года проведёт заключительную серию концертов, после чего, по словам Ильи Лагутенко, группа прекратит свою деятельность. Позднее Лагутенко опроверг слухи о распаде коллектива.

### 2014
В конце марта 2014 на сайте появился ремикс клипа «Утекай 2» на трех языках — русском, английском («Flow Away») и китайском («Kuaizuokai»). 29 апреля группа анонсировала новый альбом — «Пиратские копии», релиз которого был намечен на начало 2015 года. Была также представлена песня «Кажется» и одноимённый клип. Клип на песню «Кажется» стал первой совместной работой группы и Андрея Flakonkishochki. Сама композиция была записана во время работы над диском «SOS матросу». Позже совместно с Андреем Flakonkishochki были выпущены клипы на песни «Мошка» и «Куклы».
Летом 2014 года, в рамках совместного проекта с Google, была представлена песня и видеоклип «Пиратские копии», а в рамках конкурса с компанией Gibson — песня «Последний отпускной».
29—31 августа 2014 года во Владивостоке состоялся второй фестиваль V-ROX, организованный Ильёй Лагутенко.
1 ноября вышел новый сингл «Ноябрь» и клип на него. Песня впервые была сыграна в конце 2013 года и исполнялась на нескольких декабрьских концертах.
25 ноября вышел клип на новую песню Vitamins, режиссёр — Lu Yang. 31 декабря вышел русскоязычный клип на песню «Витамины», режиссёр — Артем Лоскот.

### 2015
15 января 2015 года был выпущен ещё один клип с альбома «Пиратские копии» на песню «С чистого листа».
Релиз альбома «Пиратские копии» состоялся 15 апреля 2015 года. Презентации прошли в Вологде, Санкт-Петербурге и Москве.
В конце августа 2015 года во Владивостоке прошел третий фестиваль V-ROX.
Осенью 2015 года группа отправилась в тур по Европе (Германия, Швейцария, Чехия, Эстония, Латвия, Литва, Беларусь, Великобритания, Ирландия).

### 2016
1 марта 2016 года Мумий Тролль выпустил второй англоязычный альбом — Malibu Alibi. Материал для Malibu Alibi был написан во время кругосветного путешествия группы на барке «Седов» и записан в студиях Лос-Анджелеса, Москвы, а также в Китае, Японии, Сингапуре и ЮАР. В альбом вошло 9 треков.
В мае 2016 года в рамках Каннского кинофестиваля группа презентовала документальный фильм «SOS Матросу» (в зарубежном прокате — Vladivostok Vacation), снятый в 2012—2013 году во время кругосветного путешествия на барке «Седов». Продюсером фильма выступил Илья Лагутенко, в главных ролях снялись музыканты группы и члены экипажа парусника. В июне 2016 года фильм был показан широкой публике.
В 2016 году группа выступает на российских фестивалях «Остров 90-х» (Екатеринбург), Bosco Fresh Fest (Москва), «День Металлурга» (Саяногорск), «Сибирьфест» (Новосибирск), «Простор» (Хабаровск). Среди зарубежных выступлений — участие в фестивале «Рок за Бобров» (Минск, Белоруссия), Lemesos Rock City Festival (Лимасол, Кипр), Visual Japan Summit (Тиба, Япония), South by Southwest (Остин, США), Far From Moscow Festival (Лос-Анджелес, США).
В декабре 2016 года группа выпустила русскую версию песни «Bring The Snow» из мультфильма «Муми-тролли и Рождество» (Moomins at Christmas) финской компании Filmkompaniet. На русском композиция в исполнении Ильи Лагутенко называется «Зимняя песня Муми-троллей».

### 2017—2018
2 января 2017 года на официальной странице группы в YouTube был опубликован музыкальный клип к песне «Грильяж (31 число)», снятый 19 декабря 2016 года во время московской премьеры фильма «Ёлки 5». Эта песня (вместе с композициями «С любимыми не расставайтесь», исполненной дуэтом с певицей Ёлкой и «Пломбир») вошла в саундтрек фильма.
В марте группа представила сингл «Не помню зачем» с готовящегося альбома, выход которого запланирован на конец года. 29 и 30 марта «Мумий Тролль» дал большие концерты в московском Crocus City Hall, посвящённые 20-летию альбома Морская. В рамках шоу были исполнены почти все песни с альбома-юбиляра, а также многие хиты группы и новая песня «Не помню зачем».
15 июня 2017 года «Мумий Тролль» выпустил новый клип «Не помню зачем». Режиссёром ролика выступил фотограф Элиот Ли Хейзел.
Новый альбом группы «Восток Х СевероЗапад» вышел 18 февраля 2018 года.

### 2020
2 октября 2020 года группа выпустила мини-альбом «Призраки завтра» с участием рэперов Скриптонита и T-Fest. 16 октября 2020 года вышел трибьют-альбом «Карнавала.Нет XX лет», посвящённый 20-летнему юбилею альбома «Точно Ртуть Алоэ». Песни с пластинки Мумий Тролля исполнили такие артисты, как Монеточка, Иван Дорн и другие. 4 декабря 2020 года группа представила четырнадцатый студийный альбом «После зла».

### 2022
В октябре 2022 года вышел многосерийный фантастический аудиоспектакль «Владивосток 3000» по мотивам одноимённой новеллы Ильи Лагутенко и журналиста Василия Авченко. Над постановкой работали музыканты группы, актёры Семён Серзин, Владимир Майзингер, Михаил Шамков, Сергей Аполлонов, Игорь Титов, Эва Мильграм, арт-деятель Павел Пепперштейн и музыканты Илья Мазо и Антоха МС.

## Дискография

### Магнитоальбомы
- Новая луна апреля (1985)
- Делай Ю Ю (1990)

### Номерные альбомы
- Морская (1997)
- Икра (1997)
- Точно ртуть алоэ (2000)
- Меамуры (2002)
- Похитители Книг (2004)
- Слияние и поглощение (2005)
- Амба (2007)
- 8 (2008)
- Редкие земли (2010)
- Vladivostok (2012)
- SOS матросу (2013)
- Пиратские копии (2015)[61][62]
- Malibu Alibi (2016)[38][39]
- ВОСТОК Х СЕВЕРОЗАПАД (2018)[63]
- Призраки Завтра (2020)[64]
- После зла (2020)[65]

### Другие альбомы
- Шамора (1998)

## Состав

### Текущий состав
- Илья Лагутенко — вокал, ритм-гитара, акустическая гитара, клавишные, сэмплы, бубен, перкуссия (1981—1990, с 1996 года)
- Олег Пунгин — ударные, электронная перкуссия, программирование[1] (c 1997 года)
- Александр Холенко — программирование, семплы, синтезатор, аранжировки (с 2013 года)[66][67][1]
- Артём Крицин — соло-гитара, бэк-вокал (с 2013 года)[31][67][68][1]
- Павел Вовк — бас-гитара, фортепиано (с 2016 года)[69][1][70]

### Бывшие участники
- Евгений «Сдвиг» Звидённый — бас-гитара, бэк-вокал, ксилофон, клавишные (1997—2016)
- Юрий Цалер — гитара, бэк-вокал, клавишные, саксофон (1997—2013)
- Денис Транский — клавишные, саксофон (1997—1999)
- Олеся Ляшенко — бэк-вокал (1997—1999)
- Альберт Краснов — гитара, клавишные (1982—1990, 1996—1997)
- Владимир Луценко — бас-гитара (1983—1985, 1987—1990), гитара (1982—1983)
- Олег Пономарёв — бас-гитара (1985—1987)
- Леонид Бурлаков — бас-гитара (1982—1983), барабаны (1983), тексты песен[2]
- Кирилл Бабий — клавишные (1981—1983)
- Павел Бабий — барабаны (1981—1983)
- Игорь Кульков — гитара (1981—1982)
- Андрей Барабаш — бас-гитара (1981—1982)

### Концертные участники
- Эрик Химел — гитара, бас-гитара (с 2014 года[71][72])
- Феликс Бондарев — гитара, клавишные (2010)

### Временная шкала

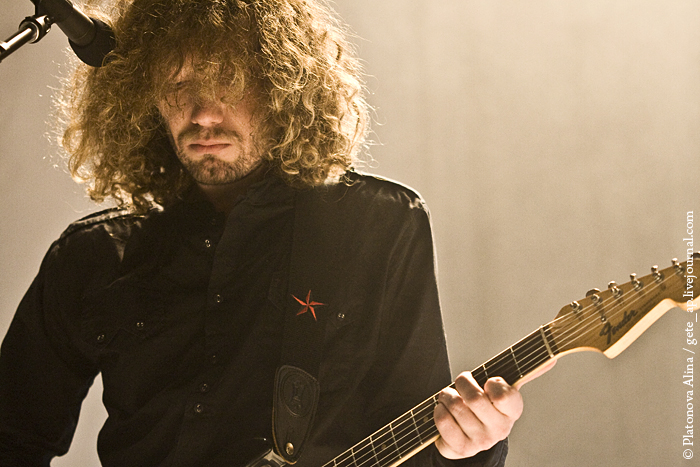
Юрий Цалер

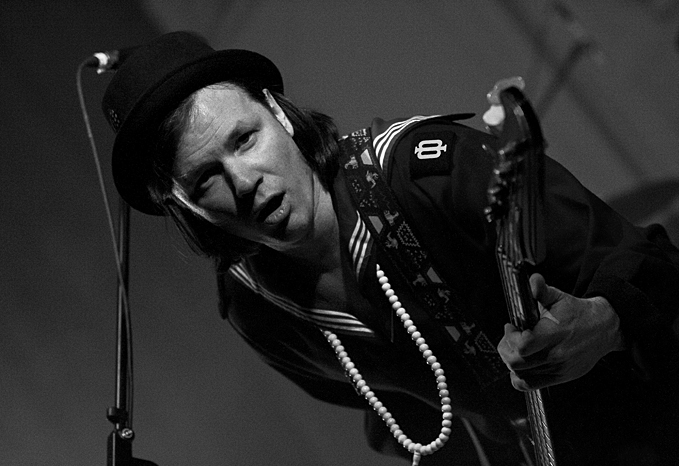
Сдвиг

## Банкнота «Владивосток 2000»
В феврале 2015 года рекламное агентство PROVODA инициировало сбор подписей под петицией в Центральный банк РФ с просьбой выпустить новую банкноту достоинством две тысячи рублей с изображённым на ней Владивостоком. Идеей инициативы послужила песня «Владивосток 2000». Дальневосточное главное управление Центрального банка РФ в ответ официально объявило о том, что в России не будет выпускаться банкнота достоинством в две тысячи рублей, поскольку номинальный ряд банкнот Банка России полностью удовлетворяет потребностям наличного денежного обращения. В августе 2015 года китайское информационное агентство «Синьхуа» опубликовало новость об официальном хождении российского рубля наравне с юанем в приграничном уезде Суйфэньхэ, подкрепив новость изображением банкноты в две тысячи рублей.
Илья Лагутенко отметил, что идея подобной банкноты видится ему логичным продолжением песни «Владивосток 2000», в которой поётся о грядущих новых возможностях, настающих «временах почище».
В 2016 году Центральный банк РФ объявил конкурс символов на новые банкноты достоинством 200 и 2000 рублей, победителями которого стали Севастополь и Дальний Восток (космодром «Восточный» и мост на остров Русский). Дальний Восток поместили на банкноту достоинством 2000 рублей. В обращении деньги появились в 2017 году.

## Книги
- «Мумий Тролль. Правда о мумиях и троллях» (1998) — Александр Кушнир
- «Мумий Тролль. Live Long. Die Rich» (2008) — Илья Стогoff
- «Книга Странствий: Мой Восток» (2009) — Илья Лагутенко
- «Морская икра шаморы»
- «Владивосток-3000» (2011) — Илья Лагутенко, Василий Авченко
- «ТигрИные истории» (2012) — Илья Лагутенко (серия из 3 книг)[13][14][15]
- «Вахтенный журнал» (2018) — фанбук

### Публикации в СМИ
- «Лагутенко со своими мемуарами» «Музыкальная правда»
- Губернская Неделя: «МТ — покоряет Америку»
- Телекритика: «Мумий Тролль: Владивосток-Одесса 20 лет спустя»
- «Тигр, Тролли и Наоми Кэмпбелл» «Новый Взгляд»
- Обзор самого масштабного и продолжительного тура в истории группы -«Редкие земли»
- «Иногда я пою и на китайском» — Интервью Ильи Лагутенко журналу Icon